# Scybalocanthon darlingtoni
Scybalocanthon darlingtoni là một loài bọ cánh cứng trong họ Bọ hung (Scarabaeidae).